# 上海市水产研究所
上海市水产研究所是中華人民共和國上海市的一個科研機構，現隸屬於上海市农业农村委员会，主要从事鱼类及水产动物养殖等方面的科学研究和技术开发。它與上海市水产技术推广站为两块牌子，一套班子。
1972年，东海水产研究所划归上海市水产局领导，改名为上海市水产研究所。1978年7月1日，在保留上海市水产研究所的前提下恢復中国水产科学研究院东海水产研究所，上海市水产研究所依舊由上海市水产局领导。1981年，上海市水产技术推广站成立。